# Sci di fondo ai VII Giochi paralimpici invernali
Per lo sci di fondo ai VII Giochi paralimpici invernali di Nagano 1998 furono disputate 39 gare (24 maschili e 15 femminili).
Per la prima e unica volta, è stata inclusa nelle gare di sci di fondo ai Giochi Paralimpici la classificazione Disabilità intellettiva (DI).

## Medagliere
| Posizione | Paese       |    |    |    | Totale |
| --------- | ----------- | -- | -- | -- | ------ |
| 1         | Russia      | 11 | 8  | 7  | 26     |
| 2         | Norvegia    | 9  | 5  | 7  | 21     |
| 3         | Finlandia   | 7  | 5  | 5  | 17     |
| 4         | Germania    | 3  | 10 | 5  | 18     |
| 5         | Francia     | 3  | 1  | 3  | 7      |
| 6         | Ucraina     | 3  | 1  | 3  | 7      |
| 7         | Austria     | 1  | 2  | 1  | 4      |
| 8         | Svizzera    | 1  | 1  | 3  | 5      |
| 9         | Danimarca   | 1  | 0  | 0  | 1      |
| 10        | Canada      | 0  | 2  | 0  | 2      |
| 10        | Italia      | 0  | 2  | 0  | 2      |
| 12        | Giappone    | 0  | 1  | 1  | 2      |
| 13        | Paesi Bassi | 0  | 1  | 0  | 1      |
| 14        | Polonia     | 0  | 0  | 2  | 2      |
| 14        | Stati Uniti | 0  | 0  | 2  | 2      |
| 15        | Svezia      | 0  | 0  | 1  | 1      |
| Totale    | Totale      | 39 | 39 | 40 | 118    |

## Podi
Le gare erano divise in:
- 2,5 km: donne
- 5 km: uomini - donne
- 10 km: uomini - donne
- 15 km: uomini
- 20 km: uomini
- 3x2,5 km staffetta: uomini - donne
- 4x5 km staffetta: uomini

Ogni evento era separato in In piedi, Seduti e Ipo o non vedenti:
- LW2 - in piedi: amputazione alla singola gamba sopra il ginocchio
- LW3 - in piedi: amputazione ad entrambe le gambe sotto il ginocchio, paralisi cerebrale lieve o danno equivalente
- LW4 - in piedi: amputazione alla singola gamba sotto il ginocchio
- LW5/7 - in piedi: doppia amputazione braccia
- LW6/8 - in piedi: amputazione al singolo braccio
- LW9 - in piedi: amputazione o menomazione equivalente di un braccio e di una gamba
- LW10 - seduti: paraplegia con o nessuna funzione addominale superiore e nessun equilibrio di seduta funzionale
- LW11 - seduti: paraplegia con equilibrio di seduta corretto e funzionale
- LW12 - seduti: doppia amputazione della gamba sopra le ginocchia o paraplegia con una certa funzionalità della gamba e un buon equilibrio da seduti
- B1 - ipo o non vedenti: nessuna funzione visiva
- B2 - ipo o non vedenti: funzione visiva dal 3 al 5%
- B3 - ipo o non vedenti: funzione visiva inferiore al 10%
- ID - disabilità intellettiva

### Uomini
| Evento                 | Classe                                                                   | Oro                                                             | Argento                                                             | Bronzo |
| 5 km tecnica classica  |                                                                          |                                                                 |                                                                     |        |
| B1                     | Valeri Kouptchinski                                                      | Magne Lunde                                                     | Helge Flo                                                           |        |
| B2                     | Frank Hoefle                                                             | Irek Mannanov                                                   | Torbjoern Ek                                                        |        |
| B3                     | Alexandre Nassarouline                                                   | Alexander Schwarz                                               | Grigori Klimov                                                      |        |
| ID                     | Pedro Kardash                                                            | Satoru Abiko                                                    | Iuri Isaev                                                          |        |
| LW3/4/9                | Andre Favre                                                              | Kjartan Haugen                                                  | Kalervo Pieksaemaeki                                                |        |
| LW5/7,6/8              | Sten Oluf Horn                                                           | Thomas Oelsner                                                  | Axel Hecker                                                         |        |
| 5 km sitski            |                                                                          |                                                                 |                                                                     |        |
| LW10                   | Sergej Shilov                                                            | Alexander Brunet                                                | Klaus Kleiser                                                       |        |
| LW11                   | Ruedi Weber                                                              | Oliver Anthofer                                                 | Karl Einar Henriksen                                                |        |
| LW12                   | Kari Joki-Erkkila                                                        | Michael Weymann                                                 | Teuvo Ojala                                                         |        |
| 10 km sitski           |                                                                          |                                                                 |                                                                     |        |
| LW10                   | Alexander Brunet                                                         | Mikhail Terentiev                                               | Heinz Frei                                                          |        |
| LW11                   | Karl Einar Henriksen                                                     | Roland Ruepp                                                    | Ruedi Weber                                                         |        |
| LW12                   | Kari Joki-Erkkila                                                        | Michael Weymann                                                 | Robert Balk                                                         |        |
| 15 km tecnica libera   |                                                                          |                                                                 |                                                                     |        |
| B1                     | Valeri Kouptchinski                                                      | Wilhelm Brem                                                    | Oleh Munts                                                          |        |
| B2                     | Irek Mannanov                                                            | Frank Hoefle                                                    | Nikolai Ilioutchenko                                                |        |
| B3                     | Alexandre Nassarouline                                                   | Alexander Schwarz                                               | Elie Zampin                                                         |        |
| ID                     | Pedro Kardash                                                            | Iuri Isaev                                                      | Louri Semiannikov                                                   |        |
| LW3/4/9                | Andre Favre                                                              | Kalervo Pieksaemaeki                                            | Wolfgang Mahler                                                     |        |
| LW5/7,6/8              | Thomas Oelsner                                                           | Andreas Hustveit                                                | Emmanuel Lacroix                                                    |        |
| 15 km sitski           |                                                                          |                                                                 |                                                                     |        |
| LW10-12                | Karl Einar Henriksen                                                     | Mikhail Terentiev                                               | Heinz Frei                                                          |        |
| 20 km tecnica classica |                                                                          |                                                                 |                                                                     |        |
| B1-3                   | Valeri Kouptchinski                                                      | Irek Mannanov                                                   | Frank Hoefle                                                        |        |
| ID                     | Pedro Kardash                                                            | Iuri Isaev                                                      | Hiroki Shinohara                                                    |        |
| LW2-9                  | Sten Oluf Horn                                                           | Kalervo Pieksaemaeki                                            | Michael Crenshaw                                                    |        |
| 3×2,5 km staffetta     |                                                                          |                                                                 |                                                                     |        |
| LW10-12                | Germania Klaus Kleiser Michael Weymann Bruno Zimmermann                  | Svizzera Franco Belletti Ruedi Weber Walter Widmer              | Francia Omar Bouyoucef Alexander Brunet Didier Riedlinger           |        |
| 4×5 km staffetta       |                                                                          |                                                                 |                                                                     |        |
| In piedi/Ipovedenti    | Russia Valeri Kupchinski Irek Mannanov Oleh Munts Alexandre Nassarouline | Germania Wilhelm Brem Frank Höfle Wolfgang Mahler Thomas Ölsner | Norvegia Kjartan Haugen Sten Oluf Horn Andreas Hustveit Magne Lunde |        |

### Donne
| Evento                 | Classe                                                        | Oro                                                          | Argento                                                      | Bronzo |
| 2,5 km sitski          |                                                               |                                                              |                                                              |        |
| LW10-12                | Ragnhild Myklebust                                            | Colette Bourgonje                                            | Svitlana Tryfonova                                           |        |
| 5 km tecnica classica  |                                                               |                                                              |                                                              |        |
| B1                     | Elisabeth Maxwald                                             | Verena Bentele                                               | Lioubov Paninykh                                             |        |
| B2-3                   | Kaija Tuikkanen                                               | Sisko Kiiski                                                 | Jaana Argillander                                            |        |
| ID                     | Natalia Smirnova                                              | Olga Kravchuk                                                | Natalia Lugakova                                             |        |
| LW2-9                  | Tanja Kari                                                    | Anne Helene Barlund                                          | Siw Vestengen                                                |        |
| 5 km tecnica libera    |                                                               |                                                              |                                                              |        |
| B1                     | Anne-Mette Bredahl                                            | Verena Bentele                                               | Elisabeth Maxwald                                            |        |
| B2-3                   | Tone Gravvold                                                 | Kaija Tuikkanen                                              | Sisko Kiiski                                                 |        |
| ID                     | Natalia Smirnova                                              | Natalia Lugakova                                             | Danuta Poznanska                                             |        |
| LW2-9                  | Tanja Kari                                                    | Marjorie van de Bunt                                         | Anne Helene Barlund                                          |        |
| 5 km sitski            |                                                               |                                                              |                                                              |        |
| LW10-12                | Ragnhild Myklebust                                            | Colette Bourgonje                                            | Olena Akopyan                                                |        |
| 10 km sitski           |                                                               |                                                              |                                                              |        |
| LW10-12                | Ragnhild Myklebust                                            | Dorothea Agetle                                              | Tamara Kulynych                                              |        |
| 15 km tecnica classica |                                                               |                                                              |                                                              |        |
| B1-3                   | Sisko Kiiski                                                  | Kaija Tuikkanen                                              | Tone Gravvold                                                |        |
| ID                     | Natalia Smirnova                                              | Natalia Lugakova                                             | Danuta Poznanska                                             |        |
| LW2-9                  | Tanja Kari                                                    | Anne Helene Barlund                                          | Siw Vestengen                                                |        |
| 3×2,5 km staffetta     |                                                               |                                                              |                                                              |        |
| Aperta                 | Norvegia Anne Helene Barlund Tone Gravvold Ragnhild Myklebust | Austria Gabriele Berghofer Renata Hoenisch Elisabeth Maxwald | Germania Verena Bentele Susanne Ischinger Susanne Wohlmacher |        |